# Vinzelles (Puy-de-Dôme)
Vinzelles település Franciaországban, Puy-de-Dôme megyében. Lakosainak száma 371 fő (2022. január 1.). Vinzelles Charnat, Crevant-Laveine, Luzillat, Noalhat és Paslières községekkel határos.

## Népesség
A település népessége az elmúlt években az alábbi módon változott:
| Lakosok száma | 343  | 357  | 358  | 351  | 354  | 359  | 363  | 365  | 371  |
|               | 2013 | 2015 | 2016 | 2017 | 2018 | 2019 | 2020 | 2021 | 2022 |